# Antonio Bignoli
Antonio Bignoli, né le 26 mars 1812 à Milan et mort dans la même ville le 26 mars 1886, est un peintre italien, spécialisé dans les aquarelles.

## Biographie
Antonio Bignoli nait à Milan le 26 mars 1812. Il apprend la peinture auprès de Luigi Sabatelli et réalise des portraits et des aquarelles.
Il a réalisé divers portraits : Cherubino Cornienti, Salvator Mazza, Giulio Gorra, Nemesio Gnecchi, Cesare Conti, Giovanni Strazza, Giuseppe Ripamonti.
À la Mostra dell'Ottocento Lombardo, qui s'est déroulée à Milan en 1900, il a exposé des aquarelles : Il Violoncellista, Costume, Ritratto di signora.
Il a aussi réalisé des lithographies pour la société Vassalli e la Litografia Gusoni de Milan.
Antonio Bignoli meurt le 26 mars 1886 à l'hôpital Fatebenefratelli de Milan, à l'âge de 74 ans,,.

## Quelques œuvres d'Antonio Bignoli
- Troika, 1884 [6]
- Piazza San Marco, Milano [6]
- Scena nel parco [6]
- The defence line [6]
- Mother with daughter and infant [6]
- Lo sguardo interessato [6]

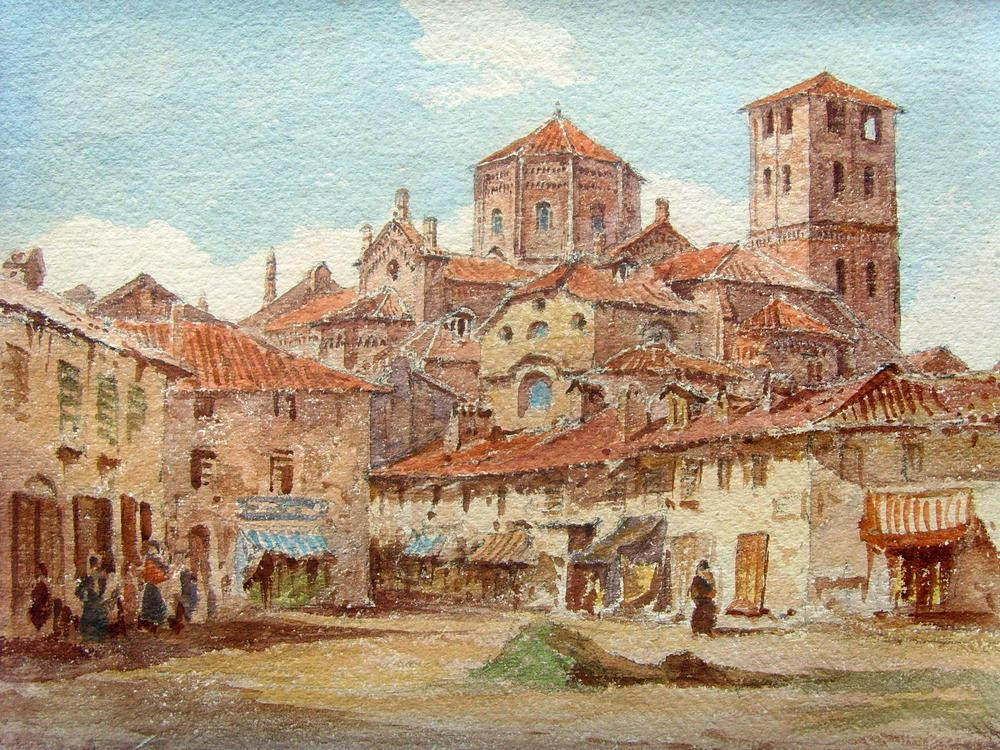
Veduta di Asti con la Collegiata di San Secondo - Antonio Bignoli 1857

- Family fishing trip: A boat in the Venetian Harbor [6]
- A mother and child [6]
- Hausmusik [6]
- Study of a seated woman [6]
- On the terrace [6]
- Pensierosa [7]
- Garibaldino [7]
- Veduta di Asti, San Secondo, 1857 [2]